# 出世螺

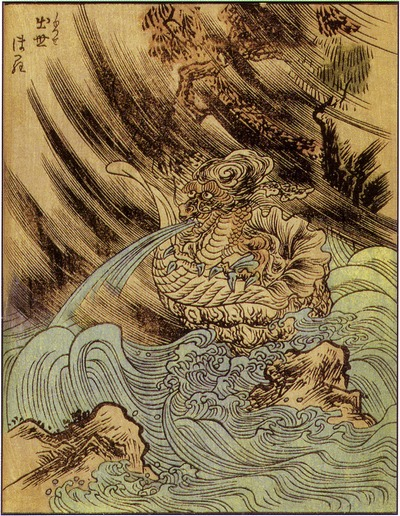
竹原春泉画『絵本百物語』より「出世螺」

出世螺（しゅっせぼら）は、江戸時代の奇談集『絵本百物語』にある日本の妖怪。ホラガイが数千年を経て龍となったものとされる。

## 概要
『絵本百物語』によれば、深い山に住むホラガイが山に三千年、里に三千年、海に三千年住んだ末に龍に化身したものであり、山からこの出世螺が抜けた跡を「出世のほら」と呼び、静岡県湖西市の遠州今切れの渡しも法螺の抜けた跡とされている。
江戸時代の外科医・武井周作の著書『魚鑑』によれば、深山の土中には巨大なホラガイが棲んでおり、これが山中に三千年住んだ末、大規模な山崩れと共に土の中から抜け出し、さらに里に三千年、海に三千年住んだ法螺が龍に化身したものが出世螺だという。
また『絵本百物語』によれば、螺の肉を食べると長生きをするといわれるが、実際にはそのようにして長生きした人の話は確認されていないため、これが由来となって嘘をつくことを「ほらをふく」というようになったともいう。

## 類話
ホラガイが龍に化身して山から抜け出すという話は、ほかの古典の文献や民間伝承にもある。『東京近郊名所図会』によると、明治5年8月25日午後に激しい雷雨があり、道灌山（現・荒川区西日暮里）の北川の崖が崩壊して穴跡ができ、山に千年住んだ法螺が抜けて昇天した跡だと評判になったという。この抜けた穴は明治末期まで残っており、付近にはほかにも抜け穴が多く、地面が急に陥没することもあったという。また日暮里の花見寺でも明治初期の夏、轟音とともに真っ黒いホラガイが土を蹴散らして空へ飛び去ったという伝承がある。しかしこの日暮里近辺の怪異の正体は、彰義隊が残した火薬、弾丸、地雷などの自然発火や、彼らが隠れ家として掘ってあった大穴の陥没といった現象がホラガイによるものと見なされたとの説もある。
松浦静山の『甲子夜話』によれば、ホラガイは蛟の一種であり、山腹の土中に住んでいるものとの記述がある、山が震えて激しい雷雨が起きたときには山から飛び出すことがあり、これを法螺抜けといい、正体を見た者はいないが、地中から蛟が現れるものとされている。
牟婁郡（現・和歌山県）の民俗誌『牟婁口碑集』によれば、かつて和歌山県西牟婁郡西富田村（現・白浜町）では村の大池から法螺が現れたとある。大水が発生した年、濁流の中に大きな黒い物体が流れて行くのを目撃した者がおり、その跡には池に洞窟ができていた。土地の口承ではホラガイは海、川、山でそれぞれ千年、計3千年の歳月を経た末、神通力を持つ大蛇と化すといい、そうしたホラガイが抜け出たものだといわれた。
江戸時代には山岳を観察しながら暮していた山伏たちが、こうした山中の法螺抜けの伝説を広め、崖などに自然にできている穴を「洞（ほら）」と呼ぶのも法螺（ほら）が抜けた穴という意味であり、そこから抜けた法螺が龍となって昇天するなどと話して回ったが、その途方もない話を当時の人々は嘲笑し、このことから嘘をつくことを「ほらをふく」というようになったともいう。
このような俗信はもとは中国から伝わったものらしく、17世紀初頭の中国の文献『五雑組』には、福建省で暴風のために洪水が起きた際、人々は蛟が出現したのだろうと語ったという記述がある。